# Meritptah
Meritptah (a név jelentése: „Ptah kegyeltje”) egy korábbi feltételezés szerint a világon az egyik első név szerint ismert orvos, és egyben az első név szerint ismert női tudós. Egy korábbi elmélet szerint i. e. 2700 körül, a II. dinasztia idején élt az ókori Egyiptomban, és állítólag az orvosok elöljárójaként utalnak rá szakkarai sírjának egy feliratán, melyet fia, egy főpap hagyott, de ezt leletek nem támasztják alá.

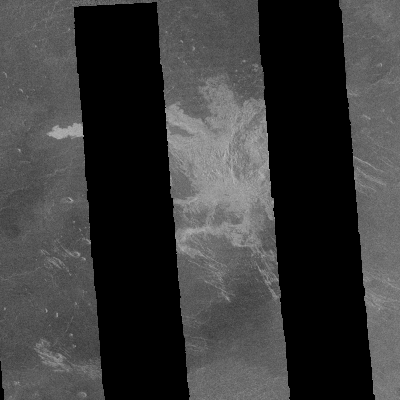
A Merit Ptah kráter a Vénuszon

Az újabb kutatások szerint nem létező személyről van szó, akit más személy adataival kevertek össze. Alakja először 1937-ben jelenik meg Kate Campbell Hurd-Mead orvos könyvében, melyet a női orvosok történetéről írt. Hurd-Mead két egyiptomi orvosnőt említ, egy név nélkülit az V. dinasztia idejéből, valamint Meritptahot, akit közvetetten az újbirodalom idejére datál, mert kijelenti, hogy a Királyok völgyéből ismert (ez a temetkezési hely kb. i. e. 1500 és 1080 között volt használatos). A név nélkül említett orvosnő valószínűleg Peszeset, aki valóban ismert egy óbirodalmi sírból. A későbbi szerzők nem vették észre, hogy Hurd-Mead két különböző nőről írt, és összekeverték a két orvos adatait, így Meritptah óbirodalmi orvosként került be a köztudatba.
Meritptah nevű női orvos nem ismert ókori forrásokból, és kutatások sem említik. A tévedésről Wolfram Grajetzki számolt be 2018-as cikkében. Jakub Kwiecinski, a Coloradói Egyetem történésze az esetet példaként hozta fel arra, hogy a legjobban forrásolt Wikipédia-cikkek is félrevezetőek lehetnek, és óva intett attól, hogy túlságosan hagyatkozzunk a másodlagos forrásokra.
Névrokona Meritptah, Ramosze thébai kormányzó és vezír felesége, akit férjével ábrázolnak Sejh Abd el-Kurna-i sírjukban, a TT55-ben.
A Nemzetközi Csillagászati Szövetség elnevezett róla egy krátert a Vénusz bolygón.